# زنبق زبربرگ
زنبق تنکس (نام علمی: Iris tenax) نام یک گونه از سرده زنبق است.